# Tororo
Tororo è il capoluogo del Distretto di Tororo in Uganda orientale, situata vicino al confine con il Kenya.

## Economia
Tororo, come molte città in Uganda, ha una debole economia locale.
La sua economia è prevalentemente agricola; i prodotti principali sono banane, cotone e caffè.
Ma nonostante ciò, può vantare di una delle principali industrie di cemento dell'intera nazione (Tororo Cement Industry Ltd).
Alcune organizzazioni come MIFUMI hanno incrementato il sistema produttivo fornendo occupazione a centinaia di residenti, direttamente o indirettamente.

## Monumenti e luoghi d'interesse
L'unico punto di interesse può essere il vulcano inattivo (Tororo Rock) coperto di vegetazione che si erge improvvisamente nella pianura alle spalle dell'abitato.

## Luoghi di culto
Fino al 1972, la cittadina era abitata da una numerosa comunità asiatica. Ancora oggi mantiene due templi indù, uno dei quali trasformato in scuola musulmana.
Sono presenti anche 37 chiese appartenenti all'arcidiocesi di Tororo, sede metropolitana della Chiesa cattolica.

## Infrastrutture e trasporti
Tororo è un nodo ferroviario tra il nord e l'ovest del Paese, ma non effettua servizio passeggeri.
La rete stradale non è molto buona. Le strade minori sono piene di buche e dopo le piogge sono intransitabili.

## Curiosità
- Secondo una recente relazione delle Nazioni Unite, Tororo è estremamente ricca di minerali, con uno dei più elevati depositi di fosforo nel mondo.
- Questa città è famosa per le precipitazioni atmosferiche, infatti le statistiche elaborate dagli enti mondiali sul controllo ambientale hanno rilevato che a Tororo in media piove per 251 giorni all'anno.